# Pozyskiwanie klientów online
Pozyskiwanie klientów online (ang. acquiring customers online) – proces pozyskiwania klientów przez sprzedawców za pomocą różnych rozwiązań i narzędzi marketingu internetowego, zmierzający do podjęcia przez klienta decyzji zakupowej.
Pozyskiwanie klientów online jest kluczowym działaniem stosowanym w handlu elektronicznym (ang. e-commerce) i decyduje o jego skuteczności, ponieważ poprzedza etap zawierania transakcji. Na końcową gotowość klientów do podjęcia decyzji zakupowej mają wpływ różne działania marketingowe oraz rozwiązania oferowane przez sprzedawcę, które zwiększają łatwość dostępu klienta do wyczerpującej informacji, wygodę przechodzenia kolejnych etapów decyzji zakupowych, wygodę i różnorodność metod płatności, bezpieczeństwo zakupów i możliwość zwrotów zakupionych towarów oraz szybkość i wygodę dostawy zakupionego towaru.

## Rola punktów styku
Punkty styku konsumenta z marką (ang. touchpoints), odgrywają kluczową rolę w procesie pozyskiwania klientów online. Każde doświadczenie kontaktu z marką – od reklamy w mediach społecznościowych, przez wizytę na stronie internetowej, aż po kontakt z obsługą klienta – wpływa na decyzje zakupowe potencjalnych klientów. Pozytywne doświadczenia zwiększają szanse na konwersję i budują lojalność wobec marki.

## Proces pozyskiwania klienta

### Lejek sprzedaży

#### Czym jest i jakie ma zastosowanie?
Lejek sprzedaży – to składający się z kilku etapów proces prowadzący do sprzedaży, w którym na każdym kolejnym etapie procesu maleje liczba potencjalnych klientów. Proces ten ma bardzo szerokie zastosowanie w trakcie tworzenia strategii sprzedaży. Sprawdza się w wielu branżach, niezależnie od wielkości firmy.

#### Etapy lejka sprzedaży
1. poziom Subskrybenta – etap, na którym potencjalny klient decyduje się subskrybować treści okresowo emitowane przez nadawcę. Poziom ten może być wypełniony przez osoby o niskim potencjale zakupowym w kontekście oferty sklepu.
2. poziom Leadu – etap, na którym osoby odwiedzające serwis internetowy, decydują się pozostawić swoje pełne dane, umożliwiające kontakt w sprawie oferty. Ten poziom mogą wypełniać decydenci zakupowi oraz osoby, które pełnią funkcję asystenta decydenta zakupowego, który ma uprawnienia rekomendacyjne, ale samodzielnie nie podejmie decyzji zakupowej.
3. poziom MQL (ang. Marketing Qualified Lead) – etap, na którym formułuje się lista osób zakwalifikowanych jako decydenci zgodni z profilem zakupowym, zaprojektowanym przez sprzedawcę. Osoby reprezentujące MQL są decydentami o pewnym poziomie gotowości do zakupu oferty takiej, jaką oferuje sprzedawca, ale nie podjęły jeszcze ostatecznej decyzji o zakupie i wyborze dostawcy (sprzedawcy).
4. poziom SQL (ang. Sales Qualified Lead) – etap, na którym formułuje się lista osób zakwalifikowanych jako decydenci gotowi do zakupu. Konsekwencją osiągnięcia tego poziomu powinno być natychmiastowe złożenie oferty klientowi, które kończy etap pozyskiwania klienta online i rozpoczyna etap transakcji handlowej[3][4].

## Strategie marketingowe pozyskiwania klientów online

### Inbound marketing
Inbound marketing, czyli tzw. „marketing przychodzący”, to strategia marketingu typu „pull” (ang. pull – ciągnij), zakładająca, że klienci na skutek działań stymulujących sprzedawcy będą sami podejmować działania w celu skontaktowania się ze sprzedawcą – nadawcą sygnału marketingowego. Do strategii Inbound Marketingu zaliczane są m.in.: promocje w mediach społecznościowych, SEO, influencer marketing, prowadzenie blogów, centrum pobierania i inne formy content marketingu.

### Outbound marketing
Outbound marketing, czyli tzw. „marketing wychodzący, to strategia marketingu typu „push” (ang. push – pchaj), zakładająca, że budowanie kontaktu z klientami odbywa się za pomocą intensywnej reklamy i promocji. Cechą marketingu wychodzącego bywa nadmierna obecność informacji marketingowej w przestrzeni medialnej, dlatego strategia ta przez wielu odbiorców bywa odbierana jako natarczywa.

## Narzędzia wspierające pozyskiwanie klienta online
Pozyskiwanie klienta online może być wspierane przez wiele narzędzi i rozwiązań internetowych dedykowanych różnym rodzajom produktów, rynków, klientów oraz ich zwyczajów zakupowych, a także strategii i filozofii sprzedaży. Zestaw narzędzi wspierających pozyskiwanie klienta powinien być każdorazowo dobrany to specyficznej sytuacji sprzedawcy i jego klientów. Najważniejsze narzędzia wspierające pozyskiwanie klienta online to:
- E-mail marketing – forma marketingu bezpośredniego wykorzystująca pocztę elektroniczną jako narzędzie komunikacji.

- SEO (ang. search engine optimization, zwane także pozycjonowaniem w wyszukiwarkach) – szereg działań marketingowych, mających na celu uzyskanie możliwie najwyższej pozycji w naturalnych wynikach wyszukiwarek internetowych (np. Google).
- SEM (ang. Search Engine Marketing) marketing w wyszukiwarkach, czyli działania pozycjonujące dane strony wyżej w wyszukiwarkach, w celu przyciągnięcia większej liczby klientów.
- PPC (ang. Pay per click) – rodzaj reklamy internetowej, której kluczowa rola polega na płatności za kliknięcie (w link, banner), a nie za jego wyświetlenie.
- DMP (ang. data managment platform) – platforma do zarządzania danymi z różnych źródeł, w celu przetworzenia ich i udostępnienia dla platform zakupowych (DSP ang. Demand-Side Platform) i sprzedażowych (SSP, ang. Supply-Side Platform).
- Influencer marketing (ang. influencer – osoba wpływowa) – dziedzina marketingu, opierająca się na korzystaniu z rozpoznawalności i opinii osoby publicznej, która ma promować dany produkt lub usługę. Influencerem może być vloger, bloger, popularna osoba w mediach społecznościowych lub specjalista w wybranej dziedzinie dzielący się z internautami swoją ekspercką opinią lub wiedzą. Narzędzie to jest często używane do przyciągania klientów młodych[5].
- Blog (ang. web log – dziennik sieciowy) – forma regularnego i chronologicznego publikowania wiadomości, przemyśleń i wniosków autora na wybrany przez niego temat, zwykle budząca zainteresowanie czytelników i zachęcająca do ciągłego śledzenia nowych wpisów, pośrednio lub bezpośrednio promująca wybraną markę, produkt lub usługę[6].
- Newsletter – forma regularnego biuletynu wysyłanego drogą elektroniczną do bazy subskrybentów, którzy wyrazili na to zgodę.
- Centrum pobierania – narzędzie do udostępniania potencjalnym klientom unikatowych treści, takich, jak artykuły, raporty, opracowania, prognozy w zamian za pozostawienie pełnych danych kontaktowych przed pobraniem treści. To jedno z najważniejszych narzędzi inbound marketingu, czyli tzw. „marketingu przychodzącego”[7].
- Wyskakujące okno (ang. pop-up – wyskakujące okno) – formularz pojawiający się (wyskakujący) na odwiedzanej aktualnie stronie serwisu internetowego, przeznaczony do zbierania danych kontaktowych osoby odwiedzającej[8].

## Platformy zakupowe
Platformy zakupowe lub inaczej witryny zakupowe to wirtualne sklepy dostępne online, umożliwiające przeprowadzenia transakcji kupna-sprzedaży na dużą skalę w sposób zautomatyzowany lub częściowo zautomatyzowany. Sposób organizacji platformy zakupowej ma duży wpływ na końcową fazę pozyskiwania klienta, dla którego wygoda korzystania z serwisu, dostęp do informacji, łatwość przechodzenia kolejnych kroków jest warunkiem pozytywnego przejścia do etapu transakcyjnego.

### Platformy otwarte
Na platformach otwartych każdy użytkownik ma możliwość wystawienia na sprzedaż dowolnej usługi lub produktu. Z tego typu serwisów korzystają także duże firmy, aby powiększyć swoje grono kupujących.
Przykłady:
- Allegro.pl – największa platforma transakcyjna online w Polsce,
- OLX.pl – serwis ogłoszeniowy i przedsiębiorstwo informatyczne, pozwalające na zamieszczanie ogłoszeń o sprzedaży oraz o noclegach,
- eBay.com – przedsiębiorstwo prowadzące największy serwis aukcji internetowych na świecie.

### Platformy branżowe
Platformy branżowe są poświęcone wybranej kategorii produktów lub ofert.
Przykłady:
- Otomoto.pl – serwis ogłoszeniowy poświęcony tylko motoryzacji,
- rio.cloud – otwarta internetowa platforma, dedykowana branży transportowej.

### Platformy zamknięte
Platformy zamknięte, to sklepy internetowe, które prowadzą internetową sprzedaż w strefach zamkniętych dla innych sprzedawców. Są one przeznaczone tylko do kupowania dóbr lub usług od firmy, która jest operatorem strony.
Przykłady:
- adidas.pl – sklep kategorii odzież i obuwie sportowe,
- nike.com – sklep kategorii odzież i obuwie sportowe.

## Bezpieczeństwo
Bezpieczeństwo transakcji, to jeden z najważniejszych czynników podnoszących poziom gotowości klienta do decyzji zakupowej w transakcjach online. Najważniejsze czynniki podnoszące poziom bezpieczeństwa, to systemy ochrony kupujących, opinie społeczności klientów i regulacje prawne w krajach stron transakcji handlowej.

### Systemy ochrony kupujących
Chargeback (inaczej obciążenie zwrotne) – metoda zwrotu środków płatniczych za transakcję wykonaną kartą płatniczą, realizowana przez emitenta karty i inicjowana przez klienta w sytuacji, gdy konsument nie był zadowolony z produktów lub usług, za które zapłacił kartą płatniczą. Chargeback stosuje się również, gdy nastąpiła pomyłka techniczna w rozliczeniu transakcji przez bank lub operatora systemu płatniczego lub transakcja nosi znamiona oszustwa.
Programy Ochrony Kupujących – duże serwisy wspierające rozwój rynku e-commerce (np. allegro, PayU czy Ceneo, czyli porównywarka cenowa) oferują programy, które zabezpieczają wszystkie transakcje przeprowadzane w ich serwisie, nawet do kwoty 10 000 zł. Jeśli zamówione produkty lub usługi nie zostały dostarczone lub były wadliwe, istnieje możliwość otrzymania zwrotu wydatków za zakupy.

### Opinie społeczności klientów
Opinie klientów wypowiadających się o produktach i usługach mają bardzo duże znaczenie dla podniesienia poziomu gotowości potencjalnego klienta do zawarcia transakcji. W wielu przypadkach opinie rzeczywistych użytkowników produktu lub usługi mają dla potencjalnych klientów większe znaczenie niż informacje przedstawiane przez sprzedawcę. Większość sklepów internetowych stosuje różne rozwiązania, służące do zbierania i komunikowania opinii swoich zadowolonych klientów. Dzięki stosowanym w wielu serwisach (na przykład Allegro, Ceneo czy eBay) systemie opinii, potencjalni klienci mają dużo większy komfort zakupów, ponieważ mają pewność, że sprzedawca i/lub towar został już wcześniej sprawdzony przez innych nabywców.

### Regulacje prawne
Zwrot towaru – najważniejszą regulacją prawną, dotyczącą transakcji online, która w sposób istotny wpływa na wzrost gotowości klienta do decyzji zakupowej jest Ustawa o prawach konsumenta. Zgodnie z art. 27 ustawy z dnia 30 maja 2014 r. o prawach konsumenta (Dz.U. z dnia 24 czerwca 2014 r., poz. 827). Konsument może dokonać zwrotu w przeciągu 14 dni kalendarzowych od czasu wejścia w posiadanie zamawianej rzeczy (np. odbiór przesyłki od kuriera firmy przewozowej) lub od momentu zawarcia umowy (w przypadku usług). Jeśli sprzedawca nie poinformuje klienta w sposób niebudzący wątpliwości o prawie klienta do odstąpienia od umowy najpóźniej w momencie wyrażenia woli zawarcia umowy na odległość, skutkuje to wydłużeniem terminu odstąpienia od umowy do 12 miesięcy.
Zwrot towaru zakupionego przez przedsiębiorcę – w polskim Kodeksie Cywilnym nie istnieje regulacja, która dawałaby kupującym przedsiębiorcom, czyli podmiotom gospodarczym, prawo dokonywania zwrotów towarów pełnowartościowych, zgodnych z umową.
Zwroty – dobre praktyki rynkowe – wiele firm operujących na rynku e-commerce w sposób istotny wydłuża okres uprawnień klienta do zwrotu towaru, np. do 30 dni lub więcej. Niektórzy z dużych operatorów handlu detalicznego zdecydowali się wzmocnić skuteczność pozyskiwania klientów zarówno w sprzedaży stacjonarnej, jak i online, poprzez wprowadzenie bezterminowego prawa do zwrotu towaru, a nie umów na tego typu transakcje (wymaga odrębnego omówienia).
Zwroty – dobre praktyki rynkowe – wiele firm operujących na rynku e-commerce w sposób istotny wydłuża okres uprawnień klienta do zwrotu towaru, np. do 30 dni lub więcej. Niektórzy z dużych operatorów handlu detalicznego zdecydowali się wzmocnić skuteczność pozyskiwania klientów zarówno w sprzedaży stacjonarnej, jak i online, poprzez wprowadzenie bezterminowego prawa do zwrotu towaru.
Również na rynku transakcji B2B (ang. Business to Business – firma-firma), część przedsiębiorców oferuje swoim biznesowym klientom podniesienie satysfakcji z zakupów poprzez zagwarantowanie możliwości zwrotu towaru, podobnie jak w przypadku relacji z konsumentami.
Powyższe regulacje nie mają pełnego zastosowania w przypadku m.in. treści cyfrowych i usług. Zawieranie umów na tego typu transakcje wymaga odrębnego omówienia.